# De Laan (buurtschap)
De Laan is een buurtschap in de gemeente Geertruidenberg in de Nederlandse provincie Noord-Brabant. Het ligt aan de weg tussen Raamsdonksveer en Raamsdonk, ten noorden van de A59.
Hoofdplaats: Geertruidenberg      Dorpen: Raamsdonksveer · Raamsdonk

Buurtschappen: De Bergen · De Laan · Keizersveer · Statendam

Noord-Brabant: Steden en dorpen      Nederland: Provincies · Gemeenten